# 仁王経
『仁王経』（にんのうぎょう）は、大乗仏教における経典のひとつとされ、『仁王般若経』『仁王般若波羅蜜多経』等とも称される。なお、この経典は仏教における国王のあり方について述べた経典であり、天部に分類される仁王（＝二王：仁王尊）について述べた経典ではない。

## 内容
釈尊が舎衛国の波斯匿王との問答形式によって書かれた経で、主な内容として六波羅蜜のうちの般若波羅蜜を受持し講説することで 災難を滅除し国家が安泰となると説く、般若経典としては異質の内容である。

## 漢訳
現存する漢訳は『仁王護國般若波羅蜜多經疏 七巻』良賁勅撰（766年、不空訳に対する注疏）に言及される4訳中2本残存。は下記2本である。
- 『佛説仁王般若波羅蜜經二巻』（ぶっせつにんのうはんにゃはらみつきょう 401年、別名『仁王般若』）姚秦三藏鳩摩羅什譯（344年-413年）（SATデータベース T0245_.08.0825a04 - 0834a08）
- 『仁王護國般若波羅蜜多經二巻』（にんのうごこくはんにゃはらみったきょう 765年）大廣智大興善寺 三藏沙門不空 奉詔譯（705年-774年）訳 （SATデータベース T0246_.08.0834a13 - 0845a02）

前者は鳩摩羅什訳とされているが、鳩摩羅什以後 梁以前の選述と推定される。古来、両経とも偽経と言われている。。また、その証左として玄奘訳『大般若波羅蜜多経』の含む諸経には共に、該当する経典は含まれていない。現在では五世紀に中国において成立したとする説がほぼ定説となっている。金岡秀友によれば、鳩摩羅什訳『仁王般若経』が中国撰述の偽経であるので、不空訳も梵本からの再訳なのではなく、羅什訳の改定訳である。

## 日本における歴史
日本にも古くから伝わり、『仁王般若波羅蜜経』は、『法華経（妙法蓮華経）』・『金光明経（金光明最勝王経）』とともに護国三部経のひとつに数えられ、鎮護国家のために仁王経を講ずる法会（仁王会＝におうえ）や不動明王を中心とした仁王五方曼荼羅（仁王経曼荼羅ともいう）を本尊として修される仁王経法が行われた。
仁王会は宮中や国分寺などの大寺で100の高座を設けて行われ、主に奈良時代から平安時代にかけて盛行し、「百座会」とも称された。国家が行う仁王会には大きく分けると3つあった。1つは天皇の践祚後に行う一代一度大仁王会（践祚仁王会）で即位式と大嘗会とともに天皇の代替わりとして位置づけられた。次は季仁王会と呼ばれるもので毎年春（2月か3月）と秋（8月か9月）に実施された。最後に天災や戦乱、疫病などの非常時に行った臨時仁王会である。いずれも自然秩序や社会秩序の安定を祈願し、万民豊楽・利益吏民を実現させる公共的呪術儀礼としての性格を持った。これらの費用は国家財政から支出されたが、不足した場合には諸国に対して臨時賦課が行われた。
また、地方の国衙（受領・在庁官人）や荘園（本家・領家・預所）の手によって国内・荘内の安寧を祈願する鎮守の儀式として仁王会・仁王講も設けられた。更に地方の武士や僧侶が地域・村落の鎮守のために仁王講も行われるなど、諸国に広まった。中世（11世紀以降）に入ると天災や虫害・疫病や飢饉を攘災するための公共的性格とともに息災延命・安穏福寿・子孫繁栄などを祈願する民間儀礼の要素が強い仁王会・仁王講も増加することになる。鎌倉時代に入ると、鎌倉幕府の寺社興行政策の遂行の影響を受けて、当初は国家や荘園の仁王会・仁王講における負担に対して抵抗の姿勢を見せていた地頭などの御家人層が地域の寺社を舞台とした仁王講の積極的な担い手となった。日蓮の『立正安国論』の中においても鎮護国家を祈るために用いられた3種の経典。法華経・仁王経・金光明経をいう。日蓮大聖人は、伝教大師最澄が法華経・仁王経・金光明経と定めたにもかかわらず、比叡山第3代座主の円仁（慈覚）が密教経典である大日経・金剛頂経・蘇悉地経を鎮護国家の三部経として重んじ、亡国の因をつくったと糾弾されている。しかし「百座百講の儀」という文言を用いて仁王会・仁王講の流行が批判の対象とされている。一方、国家における一代一度大仁王会は両統迭立の混乱もあり、後深草天皇の時を最後に中絶するが、この頃には各地で開かれた仁王会・仁王講が公共的呪術儀礼としての役目を代替することとなっていた。

## 仁王経に基づく行事
- 仁王会は春（2月から3月）と秋（7月から8月）に定例的に行われるものと、災禍を除くために臨時に行われるもの、一代一度のものなどが会った。
- 仁王経法は、密教に基づき行われる修法。また、810年（弘仁元年）に空海がこの法を修したとする伝説があり、その時に始まるとされる。

## 注・出典
1. ↑  りょうび、717年-777年 山口史恭*『良賁の生涯及び不空三蔵との関係について』智山学報 2004年 53巻 p.393-421 pdf p.412-413に略年表あり。*やまぐちしきょう、大正大学講師。
2. ↑  413年-502年の間。國譯大蔵經第二巻『摩訶般若波羅蜜經解題』椎尾辨匡 p.5。
3. ↑  國譯大蔵經第三巻『仁王般若波羅蜜經解題』山上曹源 p.445。
4. ↑  國譯大蔵經第二巻『摩訶般若波羅蜜經解題』 p.15。
5. ↑  水野荘平*「『仁王般若経』受持品について」印度學佛教學研究 55巻 1号 2006年pdf、p.77上段 、*（みずのそうへい、1976年生、愛知学院大学 文学部 非常勤講師）
6. ↑  金岡秀友「護国経典と言われるものー「仁王経」をめぐってー」「東洋学術研究」第14巻3号８昭和50年3月）
7. ↑  苫米地誠一*『真言密教における護国』現代密教 13号 pdf p.170- 171、*（とまべち せいいち）仏教学者 大正大学仏教学部教授（2018年3月退職）
8. ↑  その起源については諸説あるが、孝謙天皇の時代に初めて行われ、清和天皇以降に恒例化したと考えられている（井原、2012年、P81・183）。